# 渭滨街道
渭滨街道，是中华人民共和国陕西省咸陽市秦都区下辖的一个乡镇级行政单位。

## 行政区划
渭滨街道下辖以下地区：
七零四厂社区、西华路社区、汉仓路社区、尹家村、陈良南村、陈良北村、大寨东村、大寨西村、大寨北村、大寨南村、留印村、南寺村、周村、吕村、西里村、香柏李村、过唐村、王家村、两寺渡东村、两寺渡西村、两寺渡南村、两寺渡中村、华家寨村和东南坊村。